# آلن لینگوئت
آلن لینگوئت (انگلیسی: Allan Linguet؛ زادهٔ ۱۷ اوت ۱۹۹۹) بازیکن فوتبال است.
از باشگاه‌هایی که در آن بازی کرده‌است می‌توان به باشگاه فوتبال والنسین اشاره کرد.